# Steremnia rugilas
Steremnia rugilas är en fjärilsart som beskrevs av Otto Thieme 1905. Steremnia rugilas ingår i släktet Steremnia och familjen praktfjärilar. Inga underarter finns listade i Catalogue of Life.